# Rob ter Haar
Robert (Rob) ter Haar (Amsterdam, 13 februari 1950) is een Nederlands bestuurder en topfunctionaris.

## Leven en werk
Ter Haar werd in 1950 geboren te Amsterdam als lid van de familie Ter Haar. Na de middelbare school studeerde hij rechtsgeleerdheid aan de Universiteit Leiden, waar hij in 1977 afstudeerde tot meester in de rechten. Hij begon zijn carrière bij de multinational Procter & Gamble. Vervolgens was hij manager bij Molnlycke en Sara Lee/Douwe Egberts. Van 1993 tot 1999 was hij bestuursvoorzitter van Laurus. Van 1999 tot 2004 bekleedde Ter Haar dezelfde functie bij Hagemeyer. Hierna werd hij lid van de raad van commissarissen van Maxeda en de Sperwer Groep.